# Spengler Cup 1981
Der Spengler Cup 1981 (französisch Coupe Spengler 1981) war die 55. Auflage des gleichnamigen Wettbewerbs und fand vom 26. bis 30. Dezember 1981 im Schweizer Luftkurort Davos statt. Als Spielstätte fungierte das dortige Eisstadion, das im Rahmen des Turniers erstmals als vollkommen geschlossene Eishalle genutzt wurde.
Es siegte der HK Spartak Moskau, der alle seiner vier Partien gewann, vor dem Gastgeber HC Davos. Spartak Moskau verteidigte damit den Titel, den sie im Vorjahr erstmals gewonnen hatten, und setzte damit die Titelgewinne sowjetischer Hauptstadtklubs fort. Mit der University of Minnesota nahm ein US-amerikanisches Collegeteam am Turnier teil. Der Russe Igor Kapustin war mit acht Scorerpunkten, darunter sechs Tore, erfolgreichster Akteur des Turniers.
In der Folge des Turnieres trugen der Turniergewinner aus Moskau und TJ Vítkovice am 1. und 2. Januar 1982 – wie im Vorjahr auch – zwei weitere Freundschaftsspiele in Kreuzlingen und Luzern aus. Den ersten Vergleich gewann Vítkovice mit 5:2 und revanchierte sich damit für die Niederlage im Verlauf des Spengler Cups. Im zweiten Aufeinandertreffen gewann Spartak mit 4:2. Ebenso bestritt die University of Minnesota ein weiteres Testspiel gegen die Eishockeyabteilung von Eintracht Frankfurt, das mit einem 4:4-Unentschieden endete.

## Modus
Die fünf teilnehmenden Teams spielten in einer Einfachrunde im Modus «jeder gegen jeden», so dass jede Mannschaft vier Spiele bestritt. Die punktbeste Mannschaft errang den Turniersieg.

## Turnierverlauf
| Dezember 1981 | HC Davos | 8:2 (4:1, 4:0, 0:1) | Kölner EC | Eisstadion, Davos |

| Dezember 1981 | University of Minnesota | 4:5 (1:2, 1:1, 2:2) | TJ Vítkovice | Eisstadion, Davos |

| Dezember 1981 | HC Davos | 4:10 (1:7, 2:1, 1:2) | HK Spartak Moskau | Eisstadion, Davos |

| Dezember 1981 | TJ Vítkovice | 3:6 (1:2, 0:3, 2:1) | Kölner EC | Eisstadion, Davos |

| Dezember 1981 | University of Minnesota | 7:9 (2:5, 1:2, 4:2) | Kölner EC | Eisstadion, Davos |

| Dezember 1981 | TJ Vítkovice | 2:5 (0:1, 1:2, 1:2) | HK Spartak Moskau | Eisstadion, Davos |

| Dezember 1981 | Kölner EC | 2:4 (0:1, 1:1, 1:2) | HK Spartak Moskau | Eisstadion, Davos |

| Dezember 1981 | HC Davos | 5:2 (2:1, 0:1, 3:0) | University of Minnesota | Eisstadion, Davos |

| Dezember 1981 | University of Minnesota | 1:8 (0:3, 1:3, 0:2) | HK Spartak Moskau | Eisstadion, Davos |

| Dezember 1981 | HC Davos | 1:3 (0:1, 0:0, 1:2) | TJ Vítkovice | Eisstadion, Davos |

| Pl. |                         | Sp | S | U | N | Tore  | Punkte |
| --- | ----------------------- | -- | - | - | - | ----- | ------ |
| 1.  | HK Spartak Moskau       | 4  | 4 | 0 | 0 | 27:09 | 8:0    |
| 2.  | HC Davos                | 4  | 2 | 0 | 2 | 18:17 | 4:4    |
| 3.  | Kölner EC               | 4  | 2 | 0 | 2 | 19:22 | 4:4    |
| 4.  | TJ Vítkovice            | 4  | 2 | 0 | 2 | 13:16 | 4:4    |
| 5.  | University of Minnesota | 4  | 0 | 0 | 4 | 14:27 | 0:8    |

## All-Star-Team
| Angriff:      | Holger Meitinger (KEC) – Igor Kapustin – Wiktor Tjumenew |
| Verteidigung: | Hannu Haapalainen (KEC) – Mike Ford (KEC)                |
| Tor:          | Sigmund Suttner (KEC)                                    |